# Critoniopsis
Critoniopsis är ett släkte av korgblommiga växter. Critoniopsis ingår i familjen korgblommiga växter.

## Dottertaxa tillCritoniopsis, i alfabetisk ordning[1]
- Critoniopsis aristeguietae
- Critoniopsis ayabacensis
- Critoniopsis baadii
- Critoniopsis bitriflora
- Critoniopsis bogotana
- Critoniopsis boliviana
- Critoniopsis brachystephana
- Critoniopsis cajamarcensis
- Critoniopsis calerana
- Critoniopsis cerulosa
- Critoniopsis choquetangensis
- Critoniopsis cinerea
- Critoniopsis cotopaxensis
- Critoniopsis cuatrecasasii
- Critoniopsis diazii
- Critoniopsis dorrii
- Critoniopsis duncanii
- Critoniopsis elbertiana
- Critoniopsis floribunda
- Critoniopsis foliosa
- Critoniopsis franciscana
- Critoniopsis glandulata
- Critoniopsis gynoxiifolia
- Critoniopsis harlingii
- Critoniopsis huairacajana
- Critoniopsis huilensis
- Critoniopsis jalcana
- Critoniopsis jaramilloi
- Critoniopsis jelskii
- Critoniopsis jubifera
- Critoniopsis killipii
- Critoniopsis lewisii
- Critoniopsis lindenii
- Critoniopsis macphersonii
- Critoniopsis macrofoliata
- Critoniopsis macvaughii
- Critoniopsis magdalenae
- Critoniopsis meridensis
- Critoniopsis mucida
- Critoniopsis nonoensis
- Critoniopsis nubigenus
- Critoniopsis oblongifolia
- Critoniopsis occidentalis
- Critoniopsis palaciosii
- Critoniopsis pallida
- Critoniopsis paucartambensis
- Critoniopsis pendula
- Critoniopsis peruviana
- Critoniopsis popayanensis
- Critoniopsis pugana
- Critoniopsis pycnantha
- Critoniopsis quillonensis
- Critoniopsis quinqueflora
- Critoniopsis sagasteguii
- Critoniopsis salicifolia
- Critoniopsis sodiroi
- Critoniopsis standleyi
- Critoniopsis steinbachii
- Critoniopsis stellata
- Critoniopsis suaveolens
- Critoniopsis tamana
- Critoniopsis thomasii
- Critoniopsis tomentosa
- Critoniopsis tungurahuae
- Critoniopsis turmalensis
- Critoniopsis unguiculata
- Critoniopsis uniflosculosa
- Critoniopsis uribei
- Critoniopsis ursicola
- Critoniopsis weberbaueri
- Critoniopsis woytkowskii
- Critoniopsis yamboyensis
- Critoniopsis yungasensis
- Critoniopsis zarucchii